# Старомарковский проезд
Старомарковский проезд — улица на севере Москвы в районе Северный Северо-Восточного административного округа от бульвара Академика Ландау.

## Происхождение названия
Проектируемый проезд № 5556 получил название Старомарковский проезд в октябре 2016 года по находящимуся рядом Старо-Марковскому кладбищу.

## Описание
Улица начинается от окончания бульвара Академика Ландау, проходит на север.